# Светско првенство у атлетици на отвореном 1993.
Четврто Светско првенство у атлетици на отвореном у организацији ИААФ одржано је од 13. до 22. августа 1993. на стадиону „Готлиб Дајмлер“ у Штутгарту (Немачка). Од тада се првенства одржавају сваке две године.
Број дисциплина се повећао у односу на претходно Првенство у Токију 1991. У програм је уврштен троскок за жене, тако да се број дисциплина повећао на 44 (24 у мушкој и 20 у женској конкуренцији).
Учествовало је 1.689 такмичара из 187 земаља.
Иако су Американци доминирали првенством (13 златних, 7 сребрних и 5 бронзаних медаље), три резултата британских атлетичара била су у центру пажње. Колин Џексон на 110 м препоне и Сали Ганел на 400 м препоне поставили су светске рекорде, а Линфорд Кристи је прекинуо доминацију Карла Луиса на 100 метара.
Троструки светски првак Грег Фостер није успео да се квалификује за Штутгарт, а Колин Џексон био је у животној форми. Његов резултат од 12,91 био је најбољи резултат на свету све до 2006, када је Кинез Љу Сјанг истрчао 12,88.
Подвиг је остварила и Сали Ганел. Она је на ниским препонама водила велику борбу са Американком Сандром Фармер Патрик. Све је решено у последњих 40 метара, када је захваљујући сјајном финишу Ганелова победила резултатом 52,74
Линфорд Кристи постао је први неамериканац који је славио у најатрективнијој дисциплини. Резултатом 9,87 био је само стотинку спорији од тадашњег светског рекорда. Иза себе је оставио Американце Андреа Кејсона и Денија Мичела док је Карл Луис, дотада најбржи спринтер, био тек четврти.
Јамајчанка Мерлин Оти, „вечита друга“, победила је у трци на 200 метара. У трци на 100 метара, у фото-финишу је изгубила од Американке Гејл Диверс.
На средњим пругама златне медаље су освојиле три Кинескиње: Љу Дунг (1.500 м), Ћу Јунсја (3.000 м) и Ванг Ђунсја (10.000 м).
Сергеј Бупка је четврто злато освојио скоком од тачно шест метара. Мајкл Џонсон ја на 400 метара био бржи од светског рекордера Харија Буча Рејнолдса, а Хавијер Сотомајор прескочио је 2,40 метара у скоку увис. Вернер Гинтер је освојио треће, а Ларс Ридл друго злато у низу.
Џеки Џојнер-Керси била је најбоља седмобојка а после олимпијског злата у Барселони 1992. Јан Железни је такође освојио златни медаљу.
Оборена су четири светска рекорда, два у мушкој конкуренцији (100 м препоне, и у штафета 4х400 м) и два у женској (400 м препоне и троскоку), а у штафети 4х100 м) за мушкарце изједначен је светски рекорд. Постигнуто је једанаест континенталних, шеснаест националних и 11 рекорда светских првенства (у неким дисциплинама по неколико пута).

## Земље учеснице
На Светском првенству на отвореном 1993. учествовало је 1.630 атлетичара из 187 земаља. Број спортиста одређене земље дат је у загради поред њеног имена.
| 1. Азербејџан (1) 2. Албанија (1) 3. Алжир (17) 4. Америчка Девичанска Острва (2) 5. Америчка Самоа (1) 6. Ангвила (1) 7. Ангола (1) 8. Антигва и Барбуда (2) 9. Аргентина (4) 10. Аруба (1) 11. Аустралија (25) 12. Аустрија (8) 13. Бангладеш (2) 14. Барбадос (4) 15. Бахаме (5) 16. Бахреин (1) 17. Белгија (12) 18. Белизе (1) 19. Белорусија (39) 20. Бенин (2) 21. Бермуда (2) 22. Боливија (2) 23. Босна и Херцеговина (1) 24. Боцвана (3) 25. Бразил (26) 26. Британска Девичанска Острва (1) 27. Брунеј (2) 28. Бугарска (19) 29. Бурунди (4) 30. Вануату (2) 31. Венецуела (1) 32. Вијетнам (2) 33. Габон (2) 34. Гамбија (2) 35. Гана (7) 36. Гвајана (1) 37. Гвам (1) 38. Гватемала (2) 39. Гвинеја (2) 40. Гренада (1) 41. Грузија (6) 42. Грчка (9) 43. Данска (8) 44. Демократска Република Конго (1) 45. Доминика (2) 46. Египат (2) 47. Еквадор (3) 48. Естонија (5) 49. Етиопија (9) 50. Замбија (3) 51. Зеленортска Острва (2) 52. Зимбабве (4) 53. Израел (7) 54. Индија (3) 55. Индонезија (2) 56. Иран (5) 57. Ирска (15) 58. Исланд (6) 59. Италија (46) 60. Јамајка (23) 61. Јапан (36) 62. Јемен (1) | 1. Јерменија (3) 2. Јордан (3) 3. Југославија (6) 4. Јужна Кореја (9) 5. Јужноафричка Република (19) 6. Казахстан (12) 7. Кајманска Острва (1) 8. Камерун (1) 9. Канада (37) 10. Катар (3) 11. Кенија (30) 12. Кина (22) 13. Кинески Тајпеј (8) 14. Кипар (2) 15. Киргистан (3) 16. Колумбија (4) 17. Комори (2) 18. Конго (2) 19. Костарика (2) 20. Куба (34) 21. Кувајт (2) 22. Кукова Острва (2) 23. Лаос (1) 24. Лесото (2) 25. Летонија (9) 26. Либан (2) 27. Либерија (3) 28. Литванија (9) 29. Лихенштајн (2) 30. Луксембург (1) 31. Мадагаскар (2) 32. Мађарска (22) 33. Македонија (2) 34. Малави (1) 35. Малдиви (2) 36. Малезија (2) 37. Мали (2) 38. Малта (2) 39. Мароко (16) 40. Мауританија (2) 41. Маурицијус (2) 42. Мексико (27) 43. Мјанмар (2) 44. Мозамбик (2) 45. Молдавија (7) 46. Монголија (2) 47. Монсерат (1) 48. Намибија (3) 49. Науру (2) 50. Немачка (92) 51. Непал (2) 52. Нигер (2) 53. Нигерија (11) 54. Никарагва (2) 55. Нови Зеланд (18) 56. Норвешка (13) 57. Обала Слоноваче (6) 58. Оман (1) 59. Пакистан (2) 60. Палестина (1) 61. Панама (2) 62. Папуа Нова Гвинеја (2) | 1. Парагвај (3) 2. Перу (2) 3. Пољска (25) 4. Порторико (4) 5. Португалија (21) 6. Руанда (2) 7. Румунија (24) 8. Русија (82) 9. Салвадор (2) 10. Самоа (2) 11. Сан Марино (1) 12. Сао Томе и Принсипе (1) 13. Саудијска Арабија (2) 14. Свазиленд (1) 15. Света Луција (1) 16. Сејшели (2) 17. Сенегал (4) 18. Сент Винсент и Гренадини (2) 19. Сент Китс и Невис (2) 20. Сијера Леоне (5) 21. Сингапур (2) 22. Сирија (2) 23. САД (112) 24. Словачка (12) 25. Словенија (7) 26. Сомалија (1) 27. Судан (2) 28. Суринам (2) 29. Тајланд (13) 30. Танзанија (4) 31. Таџикистан (2) 32. Того (2) 33. Тонга (2) 34. Тринидад и Тобаго (5) 35. Туркменистан 1 (1м+0ж)) 36. Тунис (4) 37. Турска (3) 38. Уганда (3) 39. Узбекистан (7) 40. Уједињено Краљевство (80) 41. Украјина (29) 42. Уругвај (2) 43. Филипини (2) 44. Финска (35) 45. Фиџи (2) 46. Француска (55) 47. Француска Полинезија (2) 48. Хаити (1) 49. Холандија (10) 50. Холандски Антили (6) 51. Хонгконг (3) 52. Хондурас (2) 53. Хрватска (2) 54. Централноафричка Република (2) 55. Чад (2) 56. Чешка (24) 57. Чиле (2) 58. Џибути (1) 59. Швајцарска (18) 60. Шведска (24) 61. Шпанија (38) 62. Шри Ланка (2) |

## Резултати такмичења

### Мушкарци
| Дисциплина              |                                                        | Резултат              |                                                                               | Резултат        |                                                                    | Резултат |
| 100 м детаљи            | Линфорд Кристи · Уједињено Краљевство                  | 9,87 ЕР               | Андре Кејсон САД                                                              | 9,92            | Денис Мичел САД                                                    | 9,99     |
| 200 м детаљи            | Френки Фредерикс · Намибија                            | 19,85 РСП/АФР         | Џон Риџиз · Уједињено Краљевство                                              | 19,94           | Карл Луис · Сједињене Државе                                       | 19,99    |
| 400 м детаљи            | Мајкл Џонсон · Сједињене Државе                        | 43,65                 | Буч Рејнолдс САД                                                              | 44,13           | Самсон Китур · Кенија                                              | 44,54    |
| 800 м детаљи            | Пол Руто · Кенија                                      | 1:44,71               | Ђузепе Д'Урсо · Италија                                                       | 1:44,86         | Били Кончела · Кенија                                              | 1:44,89  |
| 1.500 м детаљи          | Нуредин Морсели · Алжир                                | 3:34,24               | Фермин Качо Руиз · Шпанија                                                    | 3:35,56         | Абди Биле · Сомалија                                               | 3:35,96  |
| 5.000 м детаљи          | Исмаил Кируи · Кенија                                  | 13:02,75 СРј, РСП, ЛР | Хаиле Гебрселасије · Етиопија                                                 | 13:03,17 НР, ЛР | Фита Бајиса · Етиопија                                             | 13:05,40 |
| 10.000 м детаљи         | Хаиле Гебрселасије · Етиопија                          | 27:46,02              | Мозиз Тануи · Кенија                                                          | 27:46,54        | Ричард Челимо · Кенија                                             | 28:06,02 |
| Маратон детаљи          | Марк Плачес САД                                        | 2:13,57               | Лукец Свартбои · Намибија                                                     | 2:14,11         | Берт ван Вландерен · Холандија                                     | 2:15,12  |
| 110 м препоне детаљи    | Колин Џексон · Уједињено Краљевство                    | 12,91 СР              | Тони Џарет · Уједињено Краљевство                                             | 13,00           | Џек Пирс САД                                                       | 13,06    |
| 400 м препоне детаљи    | Кевин Јанг САД                                         | 47,18                 | Самјуел Матете · Замбија                                                      | 47,60           | Винтроп Грејам · Јамајка                                           | 47,62    |
| 3.000 м препреке детаљи | Мозиз Киптануи · Кенија                                | 8:06,36 РСП           | Патрик Санг · Кенија                                                          | 8:07,53         | Алесандро Ламбрускини · Италија                                    | 8:08,78  |
| 20 км ходање детаљи     | Валентин Масана · Шпанија                              | 1:22,31               | Ђовани де Бенедиктис · Италија                                                | 1:23,06         | Данијел Плаза · Шпанија                                            | 1:23,18  |
| 50 км ходање детаљи     | Хесус Гарсија · Шпанија                                | 3:41,41               | Валентин Кононен · Финска                                                     | 3:42,02         | Валериј Спицин Русија                                              | 3:42,50  |
| 4 х 100 м детаљи        | Џон Драмонд Андре Кејсон Денис Мичел Лирој Барел САД   | 37,48                 | Колин Џексон · Тони Џарет · Џон Риџиз · Линфорд Кристи · Уједињено Краљевство | 37,77 ЕР        | Роберт Езми · Гленрој Гилберт · Брини Сирен · Атли Махорн · Канада | 37,83 НР |
| 4 х 400 м детаљи        | Ендру Валмон Квинси Вотс Бач Рејнолдс Мајкл Џонсон САД | 2:54,29 СР            | Кенеди Очинг · Симон Кембои · Абеднего Матилу · Самсон Китур · Кенија         | 2:59,82         | Рико Лидер · Карстен Јуст · Олаф Хенсе · Томас Шенлебе · Немачка   | 2:59,99  |
| Скок удаљ детаљи        | Мајк Пауел САД                                         | 8,59                  | Станислав Тарасенко Русија                                                    | 8,16            | Виталиј Кириленко Украјина                                         | 8,15     |
| Троскок детаљи          | Мајк Конли САД                                         | 17,86                 | Леонид Волошин Русија                                                         | 17,65           | Џонатан Едвардс · Уједињено Краљевство                             | 17,44    |
| Скок увис детаљи        | Хавијер Сотомајор · Куба                               | 2,40 РСП              | Артур Партика · Пољска                                                        | 2,37            | Стив Смит · Уједињено Краљевство                                   | 2,37     |
| Скок мотком детаљи      | Сергеј Бупка · Украјина                                | 6.00 РСП              | Григориј Јегоров · Казахстан                                                  | 5.90 АЗР        | Максим Тарасов Русија                                              | 5,80     |
| Скок мотком детаљи      | Сергеј Бупка · Украјина                                | 6.00 РСП              | Григориј Јегоров · Казахстан                                                  | 5.90 АЗР        | Игор Транденков · Русија                                           | 5,80     |
| Бацање кугле детаљи     | Вернер Гинтер · Швајцарска                             | 21,97                 | Ренди Барнс САД                                                               | 21,80           | Александар Багач · Украјина                                        | 20.40    |
| Бацање диска детаљи     | Ларс Ридл · Немачка                                    | 67,72                 | Дмитриј Шевченко Русија                                                       | 66.90           | Јирген Шулт · Немачка                                              | 66.12    |
| Бацање кладива детаљи   | Андреј Абдувалијев · Таџикистан                        | 81,64 АЗР             | Игор Астапкович · Белорусија                                                  | 79,88           | Тибор Гечек · Мађарска                                             | 79,54    |
| Бацање копља детаљи     | Јан Железни · Чешка                                    | 85,98 РСП             | Кимо Кинунен · Финска                                                         | 84,78           | Мајк Хил · Уједињено Краљевство                                    | 82,96    |
| Десетобој детаљи        | Ден О’Брајен САД                                       | 8817 РСП              | Едуард Хамалаинен · Белорусија                                                | 8724            | Паул Мајер · Немачка                                               | 8548     |

Легенда: СР' = Светски рекорд, РСП = Рекорд светских првенстава, ЕР = Европски рекорд, ЈАР = Рекорд Јужне Америке, САР: рекорд Северне Америке, АФР: рекорд Африке, АЗР= рекорд Азије, ОКР= рекорд Океаније, СРС = Светски рекорд сезоне (најбоље време сезоне на свету), ЛРС = Лични рекорд сезоне (најбоље време сезоне), НР = Национални рекорд, ЛР = Лични рекорд

### Жене
| Дисциплина           |                                                                                        | Резултат     |                                                                                        | Резултат  |                                                                            | Резултат |
| 100 м детаљи         | Гејл Диверс · Сједињене Државе                                                         | 10,82 РСП    | Мерлин Оти · Јамајка                                                                   | 10,82     | Гвен Торенс · Сједињене Државе                                             | 10,89    |
| 200 м детаљи         | Мерлин Оти · Јамајка                                                                   | 21,98        | Гвен Торенс · Сједињене Државе                                                         | 22,00     | Ирина Привалова · Русија                                                   | 22,13    |
| 400 м детаљи         | Џерл Мајлс-Кларк · Сједињене Државе                                                    | 49.82        | Наташа Кајзер-Браун · Сједињене Државе                                                 | 50,17     | Санди Ричардс · Јамајка                                                    | 50,44    |
| 800 м детаљи         | Марија Мутола · Мозамбик                                                               | 1:55,43 АФР  | Љубов Гурина · Русија                                                                  | 1:57,10   | Ела Ковач · Румунија                                                       | 1:57,92  |
| 1.500 м детаљи       | Љу Дунг · Кина                                                                         | 4:00,50      | Соња О’Саливан · Ирска                                                                 | 4:03,48   | Хасиба Булмерка · Алжир                                                    | 4:04,29  |
| 3.000 м детаљи       | Ћу Јунсја · Кина                                                                       | 8:28,71 РСП  | Џанг Линли · Кина                                                                      | 8:29,25   | Џанг Лижунг · Кина                                                         | 8:31,95  |
| 10.000 м детаљи      | Ванг Ђунсја · Кина                                                                     | 30:49,30 РСП | Џунг Хуанди · Кина                                                                     | 31:12,55  | Сали Барсосио · Кенија                                                     | 31:15,38 |
| Маратон детаљи       | Јунко Асари · Јапан                                                                    | 2:30,03      | Мануела Масадо · Португалија                                                           | 2:30:54   | Томе Абе · Јапан                                                           | 2:31:01  |
| 100 м препоне детаљи | Гејл Диверс · Сједињене Државе                                                         | 12.46 САР    | Марина Азјабина · Русија                                                               | 12.60     | Линда Толберт · Сједињене Државе                                           | 12.67    |
| 400 м препоне детаљи | Сали Ганел · Уједињено Краљевство                                                      | 52,74 СР     | Сандра Фармер-Патрик · Сједињене Државе                                                | 52,79 САР | Маргарита Пономарјова · Русија                                             | 53,48    |
| 10 км ходање детаљи  | Сари Есаја · Финска                                                                    | 42,59        | Илеана Салвадор · Италија                                                              | 43:08     | Енсарна Гранадос · Шпанија                                                 | 43:21    |
| 4 х 100 м детаљи     | Олга Богословска · Галина Малчугина · Наталија Воронова · Ирина Привалова · Русија     | 41,49 РСП    | Мишел Фин · Гвен Торенс · Венди Верин · Гејл Диверс · Сједињене Државе                 | 41,49 РСП | Мишел Фридман · Џулијет Катберт, · Никол Мичел, · Мерлин Оти · Јамајка     | 41,94    |
| 4 x 400 м детаљи     | Гвен Торенс · Мејсел Малон-Волас · Наташа Кајзер · Џерл Мајлс-Кларк · Сједињене Државе | 3:16,71 РСП  | Јелена Рузина, · Татјана Алексејева · Маргарита Пономарјова · Ирина Привалова · Русија | 3:18,38   | Линда Кио · Филис Смит · Трејси Годард · Сали Ганел · Уједињено Краљевство | 3:23,41  |
| Скок удаљ детаљи     | Хајке Дрекслер · Немачка                                                               | 7,11         | Лариса Бережнаја · Украјина                                                            | 6,98      | Рената Нилсен · Данска                                                     | 6,76     |
| Троскок детаљи       | Ана Бирјукова · Русија                                                                 | 15,09 СР     | Јоланда Чен · Русија                                                                   | 14,70     | Ива Пранџева · Бугарска                                                    | 14,23    |
| Скок увис детаљи     | Јоамнет Кинтеро Куба                                                                   | 1,99         | Силвија Коста Куба                                                                     | 1,97      | Зигрид Кирхман Аустрија                                                    | 1,97     |
| Бацање кугле детаљи  | Хуанг Џихунг · Кина                                                                    | 20.57        | Светлана Кривељова · Русија                                                            | 19,97     | Катрин Најмке · Немачка                                                    | 19,71    |
| Бацање диска детаљи  | Олга Черњевскаја · Русија                                                              | 67,40        | Данијела Костијан · Аустралија                                                         | 65.36     | Мин Чунфенг · Кина                                                         | 65.26    |
| Бацање копља детаљи  | Трине Хатестад · Норвешка                                                              | 69.18        | Карен Форкел · Немачка                                                                 | 65.80     | Наталија Шиколенко · Белорусија                                            | 65,64    |
| Седмобој детаљи      | Џеки Џојнер-Керси · Сједињене Државе                                                   | 6837         | Сабина Браун · Немачка                                                                 | 6797      | Светлана Бурага · Белорусија                                               | 6635     |

Легенда: СР' = Светски рекорд, РСП = Рекорд светских првенстава, ЕР = Европски рекорд, ЈАР = Рекорд Јужне Америке, САР: рекорд Северне Америке, АФР: рекорд Африке, АЗР= рекорд Азије, ОКР= рекорд Океаније, СРС = Светски рекорд сезоне (најбоље време сезоне на свету), ЛРС = Рекорд сезоне (најбоље време сезоне), НР = Национални рекорд, ЛР = Лични рекорд

## Биланс медаља
| Медаље земље домаћина |

|     | Земља                |    |    |    |    |
| --- | -------------------- | -- | -- | -- | -- |
| 1.  | Сједињене Државе     | 8  | 3  | 3  | 14 |
| 2.  | Кенија               | 3  | 3  | 3  | 9  |
| 3.  | Уједињено Краљевство | 2  | 3  | 3  | 8  |
| 4.  | Шпанија              | 2  | 1  | 1  | 4  |
| 5.  | Етиопија             | 1  | 1  | 1  | 3  |
| 6.  | Намибија             | 1  | 1  | -  | 2  |
| 7.  | Немачка              | 1  | -  | 3  | 4  |
| 8.  | Украјина             | 1  | -  | 2  | 3  |
| 9.  | Алжир                | 1  | -  | -  | 1  |
| 9.  | Куба                 | 1  | -  | -  | 1  |
| 9.  | Швајцарска           | 1  | -  | -  | 1  |
| 9.  | Чешка                | 1  | -  | -  | 1  |
| 9.  | Таџикистан           | 1  | -  | -  | 1  |
| 14. | Русија               | -  | 3  | 3  | 6  |
| 15. | Италија              | -  | 2  | 1  | 3  |
| 16. | Белорусија           | -  | 2  | -  | 2  |
| 16. | Финска               | -  | 2  | -  | 2  |
| 18. | Казахстан            | -  | 1  | -  | 1  |
| 18. | Пољска               | -  | 1  | -  | 1  |
| 18. | Замбија              | -  | 1  | -  | 1  |
| 21. | Јамајка              | -  | -  | 1  | 1  |
| 21. | Холандија            | -  | -  | 1  | 1  |
| 21. | Канада               | -  | -  | 1  | 1  |
| 21. | Мађарска             | -  | -  | 1  | 1  |
| 21. | Сомалија             | -  | -  | 1  | 1  |
|     | Укупно {25}          | 24 | 24 | 25 | 73 |

|     | Држава               | Злато | Сребро | Бронза | Укупно |
| --- | -------------------- | ----- | ------ | ------ | ------ |
| 1.  | Сједињене Државе     | 5     | 4      | 2      | 11     |
| 2.  | Русија               | 3     | 5      | 2      | 10     |
| 3.  | Кина                 | 4     | 2      | 2      | 8      |
| 4.  | Немачка              | 1     | 2      | 1      | 4      |
| 5.  | Јамајка              | 1     | 1      | 2      | 4      |
| 6.  | Куба                 | 1     | 1      | -      | 2      |
| 7.  | Уједињено Краљевство | 1     | -      | 1      | 2      |
| 7.  | Јапан                | 1     | -      | 1      | 2      |
| 9.  | Финска               | 1     | -      | -      | 1      |
| 9.  | Норвешка             | 1     | -      | -      | 1      |
| 9.  | Мозамбик             | 1     | -      | -      | 1      |
| 12. | Аустралија           | -     | 1      | -      | 1      |
| 12. | Италија              | -     | 1      | -      | 1      |
| 12. | Ирска                |       | 1      | -      | 1      |
| 12. | Португалија          |       | 1      | -      | 1      |
| 12. | Украјина             | -     | 1      | -      | 6      |
| 17  | Белорусија           | -     | -      | 2      | 2      |
| 18. | Аустрија             | -     | -      | 1      | 1      |
| 18. | Алжир                | -     | -      | 1      | 1      |
| 18. | Бугарска             | -     | -      | 1      | 1      |
| 18. | Данска               | -     | -      | 1      | 1      |
| 18. | Кенија               | -     | -      | 1      | 1      |
| 18. | Румунија             | -     | -      | 1      | 1      |
| 18. | Шпанија              | -     | -      | 1      | 1      |
|     | Укупно {24}          | 20    | 20     | 20     | 60     |

### Биланс медаља, укупно
|     | Држава               | Злато | Сребро | Бронза | Укупно |
| --- | -------------------- | ----- | ------ | ------ | ------ |
| 1.  | Сједињене Државе     | 13    | 7      | 5      | 25     |
| 2.  | Кина                 | 4     | 2      | 2      | 8      |
| 3.  | Русија               | 3     | 8      | 5      | 16     |
| 4.  | Кенија               | 3     | 3      | 4      | 10     |
| 4.  | Уједињено Краљевство | 3     | 3      | 4      | 10     |
| 6.  | Немачка              | 2     | 2      | 4      | 8      |
| 7.  | Шпанија              | 2     | 1      | 2      | 4      |
| 8.  | Куба                 | 2     | 1      | -      | 3      |
| 9.  | Финска               | 1     | 2      | -      | 3      |
| 10. | Јамајка              | 1     | 1      | 3      | 5      |
| 11. | Украјина             | 1     | 1      | 2      | 4      |
| 12. | Етиопија             | 1     | 1      | 1      | 3      |
| 13. | Намибија             | 1     | 1      | -      | 2      |
| 14. | Алжир                | 1     | -      | 1      | 2      |
| 14. | Јапан                | 1     | -      | 1      | 2      |
| 16. | Чешка                | 1     | -      | -      | 1      |
| 16. | Мозамбик             | 1     | -      | -      | 1      |
| 16. | Норвешка             | 1     | -      | -      | 1      |
| 16. | Швајцарска           | 1     | -      | -      | 1      |
| 16. | Таџикистан           | 1     | -      | -      | 1      |
| 21. | Италија              | -     | 3      | 1      | 4      |
| 22. | Белорусија           | -     | 2      | 2      | 4      |
| 23. | Аустралија           | -     | 1      | -      | 1      |
| 23. | Ирска                |       | 1      | -      | 1      |
| 23. | Казахстан            |       | 1      | -      | 1      |
| 23. | Пољска               | -     | 1      | -      | 1      |
| 23. | Португалија          | -     | 1      | -      | 1      |
| 23. | Замбија              | -     | 1      | -      | 1      |
| 29. | Аустрија             | -     | -      | 1      | 1      |
| 29. | Бугарска             | -     | -      | 1      | 1      |
| 29. | Данска               | -     | -      | 1      | 1      |
| 29. | Канада               | -     | -      | 1      | 1      |
| 29. | Холандија            | -     | -      | 1      | 1      |
| 29. | Мађарска             | -     | -      | 1      | 1      |
| 29. | Румунија             | -     | -      | 1      | 1      |
| 29. | Сомалија             | -     | -      | 1      | 1      |
|     | Укупно {34}          | 44    | 44     | 45     | 133    |